# Linea U55
La linea U55 era una linea della metropolitana di Berlino, attiva dal 2009 fino al 2020, per essere poi integrata alla linea linea U5.

## Realizzazione
La linea è stata progettata come prolungamento della linea U5 da Alexanderplatz e nel periodo di servizio ne è stata attiva solo una piccola parte, rendendola la linea metropolitana più breve della Germania. Era detta anche "linea del Cancelliere", in quanto è stata fortemente voluta dall'allora cancelliere Helmut Kohl ed interessa proprio il quartiere governativo di Berlino.
L'utilità della linea era molto ristretta, essendo scarsamente connessa dal resto della rete metropolitana di Berlino; anche per questo motivo la sua realizzazione fu al centro di forti critiche.
I lavori iniziarono alla fine degli anni '90 ma, nel risolvere una crisi finanziaria, nel 2002 il Senato di Berlino ne posticipò il completamento a data da destinarsi. Tuttavia, avendo già ricevuto i fondi di finanziamento dal governo federale che a questo punto ne chiedeva il rimborso, si vide costretto a far ripartire i lavori nel 2004.
Inaugurata l'8 agosto 2009 con tre sole stazioni inizialmente prive di scale mobili causa il basso afflusso previsto, con la previsione di realizzare il prolungamento della linea fino ad Alexanderplatz, integrandola con la U5 per la fine del 2020.
La linea è stata chiusa al pubblico a partire dal 17 marzo 2020, inizialmente in maniera temporanea a causa dell'emergenza sanitaria per la pandemia di COVID-19, per poi essere chiusa definitivamente all'esercizio dal 1º maggio dello stesso anno in previsione dell'unione con la linea U5, avvenuta il 4 dicembre 2020.

## Stazioni
| Stazioni          | Trasferimenti                                 |
| ----------------- | --------------------------------------------- |
| Hauptbahnhof      | Treni regionali e a lunga percorrenza, S-Bahn |
| Bundestag         |                                               |
| Brandenburger Tor | S-Bahn                                        |